# Arne Lygre
Né le 6 février 1968 à Bergen, Arne Lygre est un dramaturge et romancier norvégien.

## Biographie
D’abord attiré par le métier d’acteur, il commence à écrire pour le théâtre à l’âge de vingt-cinq ans. Il est l’auteur d’une douzaine de pièces, traduites dans une vingtaine de langues. Mamma og meg og menn (Maman et moi et les hommes, 1998) le fait connaître dans son pays natal. Suivent Brått evig (Éternité soudaine, 1999), Skygge av en gutt (L’Ombre d’un garçon, 2003), Mann uten hensikt (Homme sans but, 2005), Dager under (Jours souterrains, 2007), Så stillhet (Puis le silence, 2008), Jeg forsvinner (Je disparais, 2011) et Ingenting av meg (Rien de moi, 2014). Le théâtre national d’Oslo, où Arne Lygre est auteur associé, crée La deg være (Nous pour un moment) en 2016 et Meg nær (Moi proche) en 2018. En novembre 2020, Arne Lygre présente une trilogie de pièces en un acte, Minnetrilogien (Trilogie de la mémoire) en collaboration avec l’artiste peintre Sverre Bjertnæs au Trøndelag Teater de Trondheim. Son dernier texte Tide for Glede est créé au Norkse Teatret d’Oslo en 2022.
Ses pièces sont adaptées et mises en scène dans de nombreux pays européens.
En France, Maman et moi et les hommes est traduit en 2000 par Terje Sinding – premier passeur de l’œuvre dans l’hexagone. Elle est créée en 2006 par François Chevallier. Mais c’est la mise en scène d’Homme sans but par Claude Régy, en 2007 à l’Odéon-Ateliers Berthier, dans une traduction de Terje Sinding, qui inscrit durablement Arne Lygre dans le paysage théâtral français. Le texte et le spectacle éveillent l’attention de plusieurs metteurs en scène, dont Jacques Vincey, qui créera Jours souterrains, et Jean-Philippe Vidal, qui reprendra Maman et moi et les hommes, l’un et l’autre en 2011. C’est également par Homme sans but que Stéphane Braunschweig rencontre l’œuvre de Lygre. Quelques années plus tard, alors qu’il dirige La Colline – théâtre national, il redécouvre son écriture à travers la lecture de tapuscrits. Il décide alors de faire en grande salle la création mondiale de Je disparais, dans une traduction d’Éloi Recoing, en 2011, puis en 2014, de présenter Rien de moi, qu’il co-traduit cette fois avec Astrid Schenka. Il signe aussi en 2011 la création allemande de Jours souterrains (Tage Unter), à Düsseldorf et à Berlin. Directeur de l’Odéon-Théâtre de l’Europe, Stéphane Braunschweig poursuit son compagnonnage artistique avec l’auteur, en mettant en scène Nous pour un moment en 2019, et Jours de joie en 2022.
Parallèlement à ses pièces, Arne Lygre est l’auteur de romans et nouvelles, encore inédits en français. Son recueil de nouvelles Tid inne (Il est temps), publié en 2004 chez Aschehoug Publishing House, a été distingué par le Prix Brage 2004. Sa dernière oeuvre parue : Et siste ansikt (Un dernier visage) roman (Aschehoug Publishing House, 2006), a été sélectionnée pour le prix de la télévision norvégienne du meilleur roman norvégien 2006. Pour son théâtre, il a reçu le Prix Ibsen pour Je disparais en 2013 et le Prix Hedda en 2017 pour Nous pour un moment.

## Œuvres

### Théâtre
- Maman et moi et les hommes [Mamma og meg og menn 1998] traduit en français par Terje Sinding, Les Solitaires Intempestifs, 2000
- Brått evig [Éternité soudaine] 1999 paru chez Aschehoug en Norvège, inédit en français
- L’Ombre du garcon [Skygge av en gutt 2003] traduit en français par Éloi Reçoing, texte non publié mais consultable[1] sur le site de L’Arche éditeur
- Homme sans but [Mann uten hensikt 2005] traduit en français par Terje Sinding, L’Arche éditeur, 2007
- Jours souterrains [Dager under 2006] traduit en français par Terje Sinding, texte non publié mais consultable[2] sur le site de L’Arche éditeur
- Puis le silence [Så stillhet 2009] traduit en français par Terje Sinding, texte non publié mais consultable[3] sur le site de L’Arche éditeur
- Je disparais [Jeg forsvinner 2011] traduit en français par Éloi Recoing, L’Arche éditeur, 2011
- Rien de moi [Ingenting av meg 2013] traduit en français par Stéphane Braunschweig et Astrid Schenka, L'Arche éditeur, 2014
- Nous pour un moment [La deg være, 2016] traduit en français par Stéphane Braunschweig et Astrid Schenka, L’Arche éditeur, 2019
- Moi proche [Meg nær 2019] traduit en français par Stéphane Braunschweig et Astrid Schenka, L’Arche éditeur, publié avec Nous pour un moment
- Minnetrilogien [Trilogie de la mémoire, 2020] trois pièces en un acte, un ouvrage illustré par l’artiste peintre Sverre Bjertnæs, paru chez Aschehoug en Norvège, inédit en français
- Jours de joie [Tid for glede 2021] traduit Stéphane Braunschweig et Astrid Schenka, L’Arche éditeur 2022

### Nouvelles
- Tid inne [Il est temps] paru chez Aschehoug en Norvège, 2004, inédit en français

### Romans
- Et siste ansikt [Un dernier visage] paru chez Aschehoug en Norvège, 2006, inédit en français
- Min døde mann [Mon homme mort] paru chez Aschehoug en Norvège, 2009, inédit en français

### Mises en scène de son théâtre

#### Maman et moi et les hommes (Mamma og meg og menn)
Première mondiale au Rogaland Theatre à Stavanger en Norvège en 1998, mise en scène Ingrid Forthun.
En France :
- 2006: mise en scène François Chevallier à Le Carré, Scène nationale - Centre d'art contemporain de Château-Gontier
- 2009: mise en scène Nadège Coste
- 2011: mise en scène Jean-Philippe Vidal, au Théâtre Gabrielle Dorziat à Epernay

#### Homme sans but (Mann uten hensikt)
Première mondiale au National Theatre/Torshovteatret à Oslo en 2005, mise en scène Alexander Mørk-Eidem
En France :
- 2007: mise en scène Claude Régy à l’Odéon-théâtre de l’Europe
- 2012: mise en scène Thomas Simet, au TAPS Scala à Strasbourg
- 2014: mise en scène Coline Struyf, au Théâtre Océan Nord à Bruxelles
- 2017: mise en scène Christian Giriat, à La Chartreuse, CNES de Villeneuve-lez-Avignon
- 2018: Sans but, d’après Arne Lygre, mise en scène Lambert Riquier, à La Reine Blanche à Paris

#### Jours souterrains (Dager under)
Première mondiale au Teater Momentum à Odense au Danemark en février 2009 mise en scène Kamilla Mortensen.
En France :
- 2011: mise en scène Jacques Vincey, à la Scène Nationale d’Aubusson Jours souterrains
- 2011: mise en scène Stéphane Braunschweig au Berliner Festspiele en décembre 2011 et au Schauspielhaus de Dusseldorf en janvier 2012 puis reprise à La Colline – théâtre national

#### Je disparais (Jeg forsvinner)
Première mondiale à La Colline – théâtre national en 2011, mise en scène Stéphane Braunschweig

#### Rien de moi (Ingenting av meg)
Première mondiale à La Colline – théâtre national en 2014, mise en scène Stéphane Braunschweig

#### Nous pour un moment(La deg være)
Première mondiale au Nationaltheatret d’Oslo en 2016, mise en scène Johannes Holmen Dahl
En France : 
- 2019: mise en scène Stéphane Braunschweig à l’Odéon-Théâtre de l’Europe

#### Jours de joie (Tid for glede)
Première mondiale au Norske Teatret à Oslo en janvier 2022, mise en scène Johannes Holmen Dahl
En France : 
- 2022: mise en scène Stéphane Braunschweig à l’Odéon-Théâtre de l’Europe

### Distinctions en Norvège
- 2004 : Prix Brage de la Fédération norvégienne des auteurs pour le recueil d'histoires Tid inne[4]
- 2009 : Prix Mads Wiel Nygaards legat pour le roman Min døde mann (Mon homme mort)[5]
- 2013 : Prix Ibsen pour Je disparais
- 2017 : Prix Hedda pour Nous pour un moment

### Autour de l’œuvre d’Arne Lygre en France
- OutreScène n°12, « Contemporaines ? Rôles féminins dans le théâtre d’aujourd’hui », entretien avec Arne Lygre, « Bagage incorporé ? », mai 2011, Les Solitaires Intempestifs
- OutreScène n° 13 « Arne Lygre », novembre 2011, Les Solitaires Intempestifs